# Френсіс Бін Кобейн
Френсіс Бін Кобейн (англ. Frances Bean Cobain; 18 серпня 1992, Лос-Анджелес, Каліфорнія, США) — американська художниця, фотомодель, співачка і журналістка.

## Біографія

### Ранні роки
Френсіс Бін Кобейн народилася 18 серпня 1992 року в родині рок-музикантів Курта Кобейна з гурту Nirvana та Кортні Лав з гурту Hole. Названа Френсіс — на честь співачки Френсіс МакКі з шотландського гурту The Vaselines, Бін — оскільки на ультразвуковому обстеженні здалася Кобейну схожою на квасолинку (від англ. bean — квасоля).
Ще під час вагітності Лав обмовилася, що приймає героїн. Пресу заполонили розгромні статті. Лав сказала, що її слова були вирвані з контексту і неправильно витлумачені, але це не зупинило булінгу. Органи опіки почали власне розслідування, в результаті чого Лав і Кобейна позбавили батьківських прав, коли Френсіс було 2 тижні від народження. Їм незабаром вдалося повернути опіку.
5 квітня 1994 року, коли Френсіс не було і 2 років, батька не стало. Її вихованням займалася мати і його сім'я. В особі батька Френсіс бачить насамперед рідну людину, а не героя покоління і культового музиканта. Вона не приховує, що не любить пісні гурту Nirvana. Як і не любить розмови про «клуб 27» і романтизацію його самогубства (чи вбивства).
З матір'ю відносини непрості. Коли Френсіс була малою, вона часто потрапляла в реабілітаційні клініки, і Френсіс опинялася під наглядом своїх бабусі та дідуся і соціальних органів. В 2008 році Френсіс подала на матір до суду, заявивши, що та б'є її. Лав позбавили батьківських прав і заборонили їй наближатися до дочки, а Френсіс перебралася до бабусі. Довгий час вони не спілкувалися. Однак останнім часом почали разом виходити у світ і навіть займаються арт-проєктами.
Наразі Френсіс вийшла заміж за сина відомого скейтбордиста Тоні Хоука. Френсіс Бін Кобейн зустрічалась з Райлі Хоуком мінімум два роки. Вперше про їх відносини стало відомо в січні 2021 року.
Вони одружилися в Лос- Анджелесі 7 листопада 2023 року. На весіллі були присутні лише члени родини. Церемонію проводив хрещений батько Френсіс, Майкл Стайп з групи R.E.M.

### Кар'єра
Френсіс Бін відвідувала школу «Happy Medium School» у Сіетлі, а також пройшла курс навчання в «Highland Hall Waldorf School» в Нортріджі. Навчалася добре без особливих зусиль.
З підліткового віку Кобейн давала різні інтерв'ю, в яких висловлювала бажання потрапити в шоу-бізнес. Багато хто передбачали їй модельну кар'єру через ефектну зовнішність і гучне прізвище. Але до моделінгу вона байдужа. Вступила до коледжу, відмовившись заради цього від ролі у фільмі Тіма Бертона «Аліса в країні чудес», щоб вивчати мистецтво. Виступала як вокалістка. У червні-серпні 2008 року вона працювала стажисткою для журналу «Rolling Stone».
По-справжньому її захопив живопис, і в липні 2010 року в лос-анджелеській галереї відбувся показ картин Френсіс Кобейн. 2013 році відбулася перша персональна виставка.
На початку 2017 року Френсіс Бін Кобейн стала обличчям колекції Весна/Літо 2017 модного бренду Marc Jacob, з яким колись співпрацювала її мати.
У 2015 Френсіс спродюсувала документальний фільм «Курт Кобейн: Чортів монтаж».

## Особисте життя
Кобейн довгий час зустрічалася з музикантом гурту The Eeries Ісайєю Сільва, з яким одружилася 29 червня 2014 року. Шлюб довго обговорювали в пресі. 23 березня 2016 року подала на розлучення через «непримиренні розбіжності». Суд зобов'язав її виплачувати колишньому аліменти — 12 тисяч доларів протягом 4 місяців шлюборозлучного процесу. 
Як виявилося, за умовами шлюбного договору, після розлучення чоловік не отримає ні цента з її статків. Френсіс отримала 37 % спадщини батька, які оцінюються в 450 мільйонів доларів. 
17 вересня 2024 народила сина .